# ادواردو (بازیکن فوتبال، زاده ۱۹۹۳)
ادواردو (انگلیسی: Eduardo؛ زادهٔ ۲۷ آوریل ۱۹۹۳) بازیکن فوتبال اهل برزیل است.
از باشگاه‌هایی که در آن بازی کرده‌است می‌توان به باشگاه فوتبال کاشیوا ریسول، باشگاه فوتبال گاینار توتوری، باشگاه فوتبال توچیگی، و باشگاه فوتبال کاوازاکی فرونتال اشاره کرد.
وی همچنین در تیم ملی فوتبال زیر ۲۳ سال برزیل بازی کرده‌است.